# Cryptosorus khasyanus
Cryptosorus khasyanus là một loài dương xỉ trong họ Polypodiaceae. Loài này được Fée mô tả khoa học đầu tiên năm 1865.
Danh pháp khoa học của loài này chưa được làm sáng tỏ. 